# Pylaisia brevirostris
Pylaisia brevirostris är en bladmossart som beskrevs av Georg Friedrich von Jaeger 1880. Pylaisia brevirostris ingår i släktet aspmossor, och familjen Hypnaceae. Inga underarter finns listade i Catalogue of Life.